# Frezarpur
Frezarpur è una suddivisione dell'India, classificata come census town, di 9.630 abitanti, situata nel distretto di Bastar, nello stato federato del Chhattisgarh. In base al numero di abitanti la città rientra nella classe V (da 5.000 a 9.999 persone).

## Geografia fisica
La città è situata a 19° 03' 50 N e 82° 03' 51 E.

## Società

### Evoluzione demografica
Al censimento del 2001 la popolazione di Frezarpur assommava a 9.630 persone, delle quali 4.957 maschi e 4.673 femmine. I bambini di età inferiore o uguale ai sei anni assommavano a 1.058, dei quali 523 maschi e 535 femmine. Infine, coloro che erano in grado di saper almeno leggere e scrivere erano 7.323, dei quali 4.091 maschi e 3.232 femmine.